# Kościół św. Jozafata Kuncewicza w Rejowcu
Kościół Świętego Jozafata Kuncewicza – rzymskokatolicki kościół parafialny należący do dekanatu Chełm – Zachód archidiecezji lubelskiej.
Obecna świątynia murowana została wybudowana w latach 1906-1907 według projektu warszawskiego architekta Stefana Szyllera. Kościół został ufundowany przez Marię i Jozafata Budnych. Konsekrowany w dniu 29 maja roku przez biskupa Mariana Leona Fulmana. W 1956 roku świątynia została wymalowana - wykonano polichromię według projektu opracowanego przez zespół artystów: A. Haska, I. Wojnicka, M. Markowska. W 1972 roku dachówka została wymieniona na blachę.
Jest to świątynia składająca się z jednej nawy, wzniesiona w stylu neogotyckim, przy prezbiterium znajdują się 2 zakrystie (w ich podziemiach są pochowani fundatorzy). Przy nawie jest umieszczona kruchta, nad którą od strony południowej jest wybudowana wieża kościelna, nad nawą znajduje się wieżyczka na sygnaturkę. Ołtarze reprezentują styl neogotycki. W ołtarzu głównym znajduje się figura św. Jozafata Kuncewicza i płaskorzeźby przedstawiające 3 tajemnice różańca. Ołtarze boczne zostały wykonane z drewna dębowego, po lewej stronie znajduje się krucyfiks zasłonięty obrazem Najświętszego Serca Pana Jezusa; po prawej stronie znajduje się obraz św. Marii Kleofasowej i na zasuwie - obraz św. Józefa Oblubieńca Najświętszej Maryi Panny. Chrzcielnica wykonana z drewna dębowego, neogotycka z 1928 roku. Na chórze muzycznym znajdują się organy o 9 głosach kupione w 1907 roku, wykonane przez Jagodzińskiego z Lublina). Do wyposażenia świątyni należą także inne zabytkowe obrazy przeniesione z dawnej cerkwi greckokatolickiej w Rejowcu – Wniebowzięcia Najświętszej Maryi Panny z XVIII wieku, Chrystusa Ukrzyżowanego z XIX wieku, św. Michała Archanioła z XIX wieku, kopia na podstawie Giudo Reniego; Matki Bożej Chełmskiej z 1893 roku. Świątynia posiada feretron z haftowanym wizerunkiem Niepokalanego Poczęcia Najświętszej Maryi Panny z XIX wieku. W nawie są umieszczone ławki i konfesjonały wykonane z drewna dębowego, w stylu neogotyckim. Na wieży kościelnej znajduje się dzwon odlany ze spiżu o masie 500 kilogramów, wykonany we Wrocławiu, w 1947 roku.